# Mohamed Hassan al-Taaychi
Mohamed Hassan al-Taaychi est un homme politique soudanais qui occupe le poste de Premier ministre du Soudan depuis le 27 juillet 2025.